# Айова (округ, Вісконсин)
Шаблон:StateAbbr_ 43°00′ пн. ш. 90°08′ зх. д. / 43° пн. ш. 90.13° зх. д.
 Айова (англ. Iowa County) — округ (графство) у штаті Вісконсин. Ідентифікатор округу 55049.

## Історія
Округ утворений 1829 року.

## Демографія
За даними перепису
2000 року
загальне населення округу становило 22780 осіб, зокрема міського населення було 3931, а сільського — 18849.
Серед них чоловіків — 11350, а жінок — 11430. В окрузі було 8764 домогосподарства, 6210 родин, які мешкали в 9579 будинках.
Середній розмір родини становив 3,06.
Віковий розподіл населення поданий у таблиці:
| Стать    | До 15 років | 15-21 | 22-29 | 30-39 | 40-49 | 50-65 | 65-85 | Понад 85 |
| -------- | ----------- | ----- | ----- | ----- | ----- | ----- | ----- | -------- |
| Чоловіки | 2561        | 1087  | 901   | 1842  | 1932  | 1702  | 1207  | 118      |
| Жінки    | 2464        | 969   | 942   | 1851  | 1802  | 1688  | 1457  | 257      |

## Суміжні округи
- Сок — північний схід
- Дейн — схід
- Ґрін — південний схід
- Лафаєтт — південь
- Грант — захід
- Ричленд — північний захід

## Виноски
1. ↑  U.S. Decennial Census. United States Census Bureau. Архів оригіналу за 26 квітня 2015. Процитовано 5 серпня 2015.
2. ↑  Historical Census Browser. University of Virginia Library. Архів оригіналу за 11 серпня 2012. Процитовано 5 серпня 2015.
3. ↑  Forstall, Richard L., ред. (27 березня 1995). Population of Counties by Decennial Census: 1900 to 1990. United States Census Bureau. Архів оригіналу за 18 липня 2015. Процитовано 5 серпня 2015.
4. ↑  Census 2000 PHC-T-4. Ranking Tables for Counties: 1990 and 2000 (PDF). United States Census Bureau. 2 квітня 2001. Архів оригіналу (PDF) за 18 грудня 2014. Процитовано 5 серпня 2015.
5. ↑  State & County QuickFacts. United States Census Bureau. Архів оригіналу за 6 червня 2011. Процитовано 21 січня 2014. [Архівовано 2011-06-06 у Wayback Machine.](англ.) Наведено за англійською вікіпедією.
6. ↑  American FactFinder. Бюро перепису населення США. Архів оригіналу за 26 лютого 2012. Процитовано 31 січня 2008. [Архівовано 2008-05-21 у Wayback Machine.]

| США | Це незавершена стаття з географії США. Ви можете допомогти проєкту, виправивши або дописавши її. |